# 亞的斯亞貝巴大學

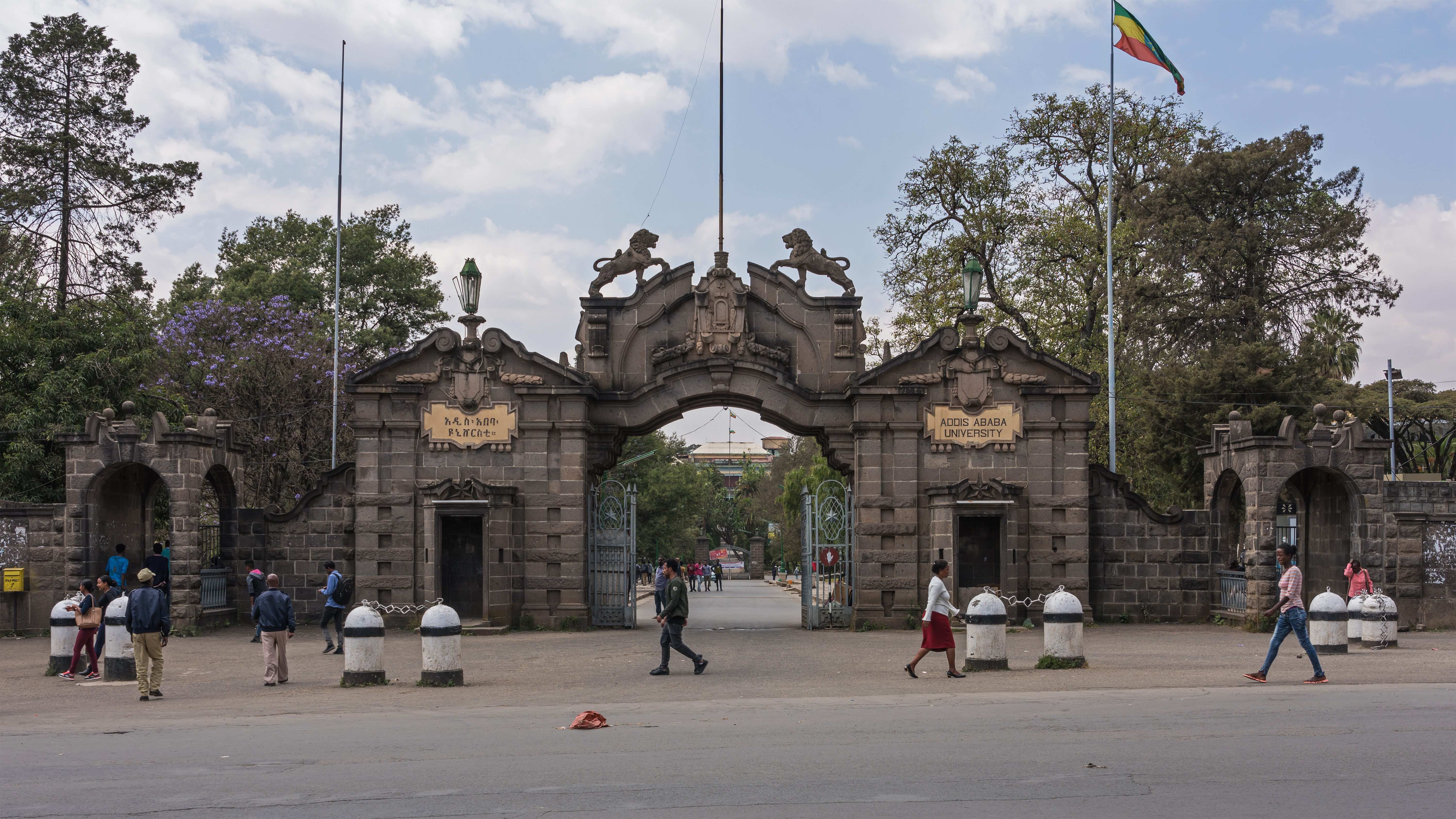
亞的斯亞貝巴大學正門

亞的斯亞貝巴大學是位於埃塞俄比亞首都亞的斯亞貝巴的一所州立大學，創建於1950年，最初稱為亞的斯亞貝巴大學學院，後來在1962年為紀念海爾·塞拉西一世而更名為海爾·塞拉西一世大學。1975年改为現名。

## 校史
亚的斯亚贝巴大学在1950年由加拿大耶稣会传教士Lucien Matte博士应国王海尔•塞拉西的要求以一所两年制学院的形式成立，并在次年开始运行。大學在接下来的两年与伦敦大学建立从属关系。作家及理论家Richard Cummings在20世纪60年代就职于该校法律系。

## 知名校友
- 梅萊斯·澤納維：前衣索比亞總統、前衣索比亞總理
- 伊薩亞斯·阿費沃爾基：厄利垂亞總統

## 擴展閱讀
- Teshome G. Wagaw. The Development of Higher Education and Social Change, an Ethiopian Experience. East Lansing, Michigan. Michigan State University Press. 1990.

## 外部連結
- Addis Ababa University official website （页面存档备份，存于）
- Institute of Ethiopian Studies and the Ethnological Museum （页面存档备份，存于）
- Contact information for Addis Ababa University, and 28 Ethiopian institutions of higher education in the African Higher Education Database

9°2′48″N 38°45′33″E / 9.04667°N 38.75917°E